# 나폴리의 군주 목록
다음은 나폴리의 군주 목록이다.

## 앙주 왕조, 1266–1442

시칠리아의 앙주왕가의 문장

앙주의 샤를(나중에 카를로 1세가 됨)이 1266년에 시칠리아를 점령하지만, 1282년에 시칠리아 만종사건으로 시칠리아 섬의 영토를 잃게 되었다. 그리하여 그의 영토는 나폴리를 수도로 하는 나폴리 왕국으로 비공식적으로 불린다.

### 앙주 왕조 1282~1382
- 1282년–1285년 카를로 1세
- 1285년–1309년 카를로 2세
- 1309년–1343년 로베르토
- 1343년–1382년 조반나 1세

### 내전기간 1382~1435
1382년, 두라초 공작 카를로가 조반나 1세를 살해하고 카를로 3세로 즉위하였다. 그러자 앙주 공작 루이가 조반나 1세의 후계자임을 주장하며 카를로 3세에 대항하여 왕국에 내전이 일어났다.
발루아-앙주 가문, 1382–1426
- 1382년–1384년 루이지 2세
- 1384년–1417년 루이지 3세
- 1417년–1426년 루이지 4세

두라초 가문, 1381–1435
- 1382년–1386년 카를로 3세
- 1386년–1414년 라디슬라오
- 1414년–1435년 조반나 2세

### 발루아-앙주 가문, 1435–1442
루이지 3세가 1426년 칼라브리아 백작이 되자, 조반나 2세가 그를 자신의 상속자로 인정하였다. 그러나 루이지 3세가 그녀보다 먼저 죽고 앙주의 레나토가 상속권을 제기하자 조반나 2세는 레나토의 상속권을 승인하여 내전이 종식되었다. 레나토는 1435년 조반나 2세를 계승하여 레나토 1세로 즉위하였다.
- 1435년-1442년 레나토 1세

## 아라곤 왕가, 1442–1501
아라곤의 알폰소 5세는 1442년 레나토 1세를 내쫓고 나폴리를 정복하여 알폰소 1세로 즉위하였다.
- 1442년-1458년 알폰소 1세
- 1458년-1494년 페르디난도 1세
- 1494년-1495년 알폰소 2세
- 1495년-1496년 페르디난도 2세
- 1495년-1501년 페데리코 1세

## 프랑스의 직접 통치, 1500–1504
1501년 프랑스의 루이 12세에 의해서 나폴리는 정복되었다.
- 1501년-1504년 루이지 5세

## 스페인의 직접 통치, 1504–1707
1504년 나폴리는 스페인에 의해서 정복되었다.
- 1504년-1516년 페르디난도 3세
- 1516년-1554년 카를로 5세
- 1554년-1598년 필리포 1세
- 1598년-1621년 필리포 2세
- 1621년-1665년 필리포 3세
- 1665년-1700년 카를로 5세
- 1700년-1713년 필리포 4세

## 오스트리아의 직접 통치, 1714–1734
스페인 왕위계승전쟁에 의해서 나폴리 왕국은 오스트리아에 의해 정복되었다.
- 1713년-1735년 카를로 6세

## 부르봉-나폴리 왕가, 1735–1806
- 1735년-1759년 카를로 7세
- 1759년-1799년 1월 23일 페르디난도 4세
- 1799년 1월 23일-6월 13일 파르테노페아 공화국의 수립으로 왕정이 일시 단절
- 1799년 6월 13일-1806년 페르디난도 4세 (복위)

## 보나파르트 왕가, 1806–1815
- 1806년-1808년 주세페 1세
- 1808년-1815년 조아키노 1세

## 부르봉-나폴리 왕가, 1815-1816
- 1815년-1816년 페르디난도 4세 (복위)

페르디난드 4세는 나폴리 왕국과 시칠리아 왕국을 통합시켰고, 그 결과 양시칠리아 왕국이 형성되었다.

## 같이 보기
- 시칠리아의 군주
- 양시칠리아의 군주
- 양시칠리아 왕국